# 川崎亜里沙
川崎 亜里沙（かわさき ありさ、1995年10月5日 - ）は、日本の元AV女優。2021年まではエルプロモーション所属。

## 略歴
群馬県出身。2016年8月16日にAVデビュー。
2019年7月、アイドルグループ「僕らは嘘つき」新メンバーとなることを発表（この時点での他メンバーは桜木優希音、富田優衣）。同年8月2日、「TOKYO IDOL FESTIVAL 2019」で初お披露目、初ステージを踏む。
2020年12月からAV撮影を止めており、2021年3月をもって正式に休止を宣言。アイドルなどその他芸能活動は続ける。
2021年8月16日、自身のTwitterにてデビュー5周年となる同年8月16日で引退する事を発表。

## 人物
趣味・特技は映画鑑賞。
保育士の免許を持っている。

## 出演作品

### アダルトDVD
2016年
- 新人 川崎亜里沙 〜現役JDの危険なバイト… 就活中にさりげなく応募、即AVデビュー!!〜（8月16日、マキシング）
- 初中出し! 〜子宮で感じる温かい生ザーメン〜（9月16日、マキシング）
- ひたすら中出し ひたすらシリーズ No.007（10月21日、プレステージ）
- シロウト制服美人 03（10月28日、プレステージ）※「A・Kさん」名義
- 質屋娘 Vol.6 お金に困った女の子をAV好きの質屋が口説いてSODに連れてきた!（11月10日、SODクリエイト）※「ありさ」名義
- 催眠術師に寝取られてしまったうちの妻…（11月23日、ヒビノ）
- 僕だけのいいなり女子校生（12月9日、宇宙企画）※「ありさ」名義
- この娘、弄んでやる…。 真面目なJKを、ウリ娘に墜とすべく、犯して、汚して、弄んでやった…。（12月13日、オーロラプロジェクト・アネックス）

2017年
- 恥ずかしいのに濡れすぎちゃう女の子（1月13日、S-Cute）
- 恥じらいも理性も飛んじゃうくらいの愛情SEX（3月1日、S-Cute）
- いつでもどこでも時間停止してイラマチオできる学園（3月13日、MOODYZ）
- ハニカミ美少女のSEX事情（3月13日、S-Cute）
- ドSな元カノは彼女の親友!? 嫉妬心にかられる元カノと寝てる彼女の前でオラオラ見下し強制SEX＆爆速男潮!!（10月20日、プレステージ）
- 清楚な人妻を物色し背後から即ハメレイプ!! 混乱と快楽で思考停止の女にエビ反りバックで激ピス連続中出し!!（11月3日、プレステージ）

2018年
- スペルマ妖精 20  美女の精飲（1月19日、S.P.C）
- うちの妻が寝取られました。可愛い嫁が絶倫でニートの兄のイイナリ玩具になっていました（4月13日、アクアモール/HERO）
- 女子○生の乳首健康診断 4（6月8日、OFFICE K’S）
- 無言エロティシズム 官能的な表情と露骨な挑発的視線で男を誘惑してヤル女たち（6月8日、OFFICE K’S）
- 唾液と舌で全身たっぷり愛撫 ナメクジ女子○生（6月22日、OFFICE K’S）
- 某社サービスに応募してきたワケあり夫婦2組の夫婦交換スワッピングドキュメント case.01 非日常の快楽に嵌っていく夫婦たちのなりゆき。（6月29日、MAD）
- イッてもイッてもチ○ポ挿れっぱなし追撃ピストン！（9月20日、アイエナジー）

2019年
- セクシーヒロイン シャドウキャット ～釣り針クモの巣の罠～（1月25日、GIGA）
- 元祖 時間よ止まれ! パート3（2月1日、V&R PRODUCE）※「AV OPEN 2018」マニア・フェチ部門エントリー作品
- 夫の借金で見知らぬ男に抱かれて…（4月26日、REAL/ケイ・エム・プロデュース）
- HEROINE陵辱倶楽部15 夢幻戦隊ミスティックレンジャー・ミスティックブルー（5月24日、GIGA）
- リフォーム詐欺の女（6月13日、FAプロ）
- 中出し訳アリ女子校生 2（6月14日、BAZOOKA/ケイ・エム・プロデュース）

## 出演

### イベント
- TIFもハジける！スパークリングNIGHT!!（2019年8月2日、お台場・青海周辺エリア）[2][5]

### ウェブテレビ
- 鈴木愛理の火曜The NIGHT（2019年9月18日、AbemaTV） - 僕らは嘘つきとして
- 矢口真里の火曜The NIGHT（2019年12月4日、AbemaTV） - 僕らは嘘つきとして